# Slip-N-Slide Records
Slip-N-Slide Records – amerykańska wytwórnia płytowa, założona w 1994 roku w Miami (Floryda) przez Teda Lucasa, specjalizująca się początkowo w lokalnej muzyce hip-hopowej.

## Historia
Slip-N-Slide Records została założona w 1994 roku w Miami przez Teda Lucasa. Specjalizowała się początkowo w lokalnej muzyce hip-hopowej promując jej przedstawicieli. Sprzedała ponad 30 milionów płyt swoich artystów, w tym takich jak: Trick Daddy, Trina, Rick Ross i Plies.
W 1997 roku wytwórnia wydała album Tricka Daddy’ego Based on a True Story, a 22 sierpnia 1998 roku jego kolejny album, www.thug.com, który doszedł do 30. miejsca na liście Billboard 200 zdobywając 2 lipca 1999 roku certyfikat złotej płyty, przyznany przez RIAA. Sukcesem komercyjnym okazał się również kolejny album artysty, Book of Thugs: Chapter AK Verse 47, wydany w 2000 roku wspólnie z Atlantic Records: 26. miejsce na Billboard 200 i złota płyta RIAA. 
8 sierpnia 2006 roku Slip-N-Slide wydała wspólnie z Def Jam Recordings debiutancki album Ricka Rossa, Port of Miami, który zajął 1. miejsce na listach Billboard 200 i Top R&B/Hip-Hop Albums zdobywając następnie certyfikat złotej płyty.
Pod koniec I dekady XXI wieku Ted Lucas rozszerzył ofertę wydawniczą wytwórni o inne gatunki muzyczne angażując nowych artystów, raperów: Swazy Baby, Atibę, Mike’a Blessa, przedstawiciela R&B i popu Qwote oraz popową piosenkarkę Drew Sidorę. W styczniu 2009 roku uruchomił pierwsze studio Slip-N-Slide, 4Star oraz oficjalną stronę internetową wytwórni, slipnslideworld.com.
Artyści obecnie (2024) związani z wytwórnią to: Sebastian Mikael, Mike Smiff, FSO Dinero i Teenear.